# Andrij Kornjev
Andrij Volodymyrovyč Kornjev (in ucraino Андрій Володимирович Корнєв?; Kiev, 1º novembre 1978) è un ex calciatore ucraino, di ruolo difensore.

## Palmarès

### Competizioni nazionali
- Coppa d'Ucraina: 1

Tavrija: 2009-2010